# Microstylum fulvicaudatum
Microstylum fulvicaudatum là một loài ruồi trong họ Asilidae. Microstylum fulvicaudatum được Bigot miêu tả năm 1879. Loài này phân bố ở vùng nhiệt đới châu Phi.